# Eriocaulon africanum
Eriocaulon africanum är en gräsväxtart som beskrevs av Ferdinand von Hochstetter. Eriocaulon africanum ingår i släktet Eriocaulon och familjen Eriocaulaceae. Inga underarter finns listade i Catalogue of Life.